# ليندا لو بون
ليندا لو بون (مواليد 20 يوليو 1964) هو متزلجة بلجيكية من ذوي الاحتياجات الخاصة. تنافس في فئة B2، وهي مخصصة للرياضيين المعاقين بصريًا. دليلها البصري هو بيير كوكويليت.

## المهنة
نافست ليندا لو بون في بطولة العالم لرياضات الجليد 2021 التي أقيمت في ليلهامر في النرويج، وفازت بالميدالية الفضية في منافسات التزلج على المنحدرات. 
تأهلت لو بون ومرشدها وابنتها أولا جيلوت للمنافسة في الألعاب البارالمبية الشتوية 2022 التي أقيمت في بكين. كان من المقرر في الأصل أن يكون كوكويليت هو المرشد البصري لها، لكنه لم يكن قادرًا على المنافسة كمرشد لها بعد إخفاقه في اختبار المنشطات بسبب خطأ إداري يتعلق بالأدوية التي يتناولها.